# 마거릿 레이턴
마거릿 레이턴(영어: Margaret Leighton, CBE, 1916년 2월 26일 ~ 1976년 1월 13일)은 잉글랜드의 배우이다. 1971년 《사랑의 메신저》(The Go-Between)로 영국 아카데미 영화상 여우조연상을 받았다. 이외에 《소리와 분노》(1959), 《베스트 맨》(1964), 《일곱 여인들》(1966), 《화려한 사랑》(1972) 등에 출연하였다.

## 서훈
- 1974년 대영 제국 훈장 3등급(CBE)[1]